# Maximilian Dortu

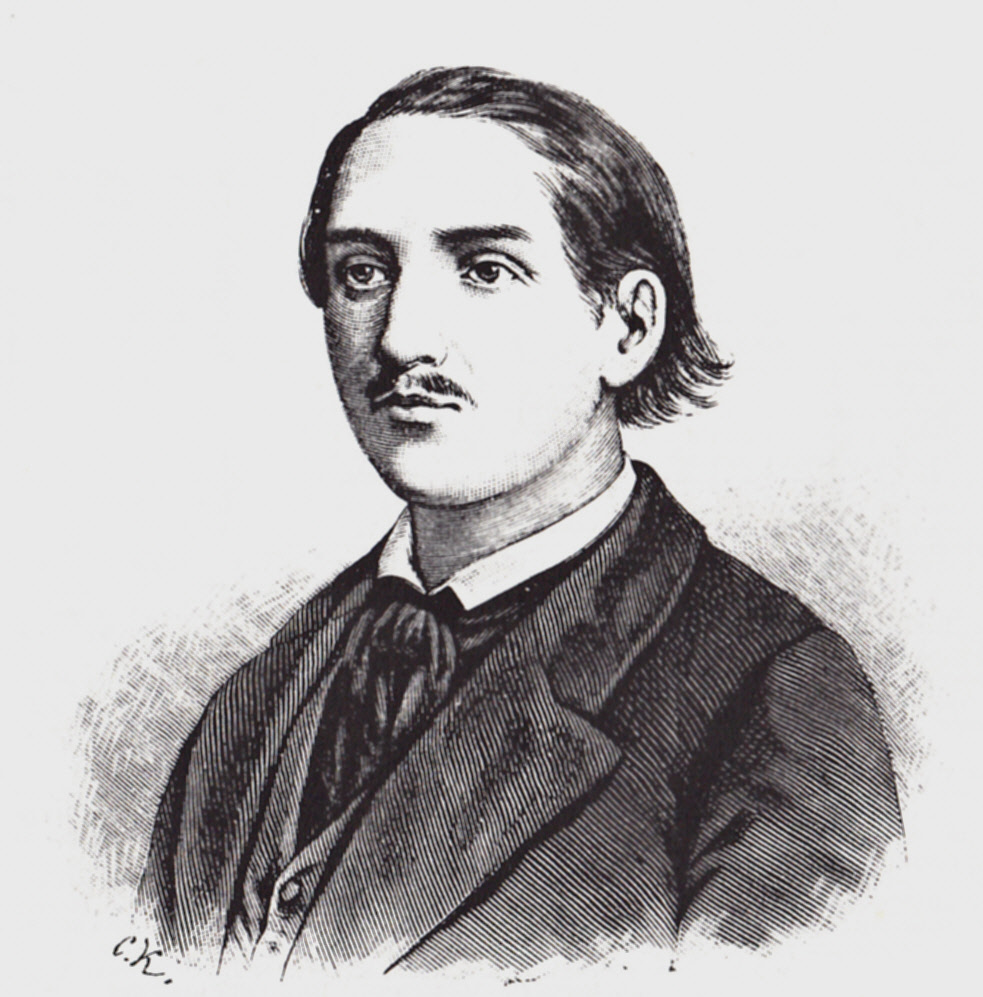
Max Dortu

Johann Ludwig Maximilian Dortu, vielfach auch Max Dortu  (* 29. Juni 1826 in Potsdam; † 31. Juli 1849 in Freiburg im Breisgau) nahm in der Revolution von 1848/49 am bewaffneten Kampf für die Errichtung einer Republik in Deutschland teil. Bekannt wurde Dortu als Urheber der Bezeichnung „Kartätschenprinz“ für den Prinzen von Preußen, den späteren König und Kaiser Wilhelm I., und wegen seiner Hinrichtung durch die preußische Militärjustiz.

## Leben

### Herkunft und Ausbildung

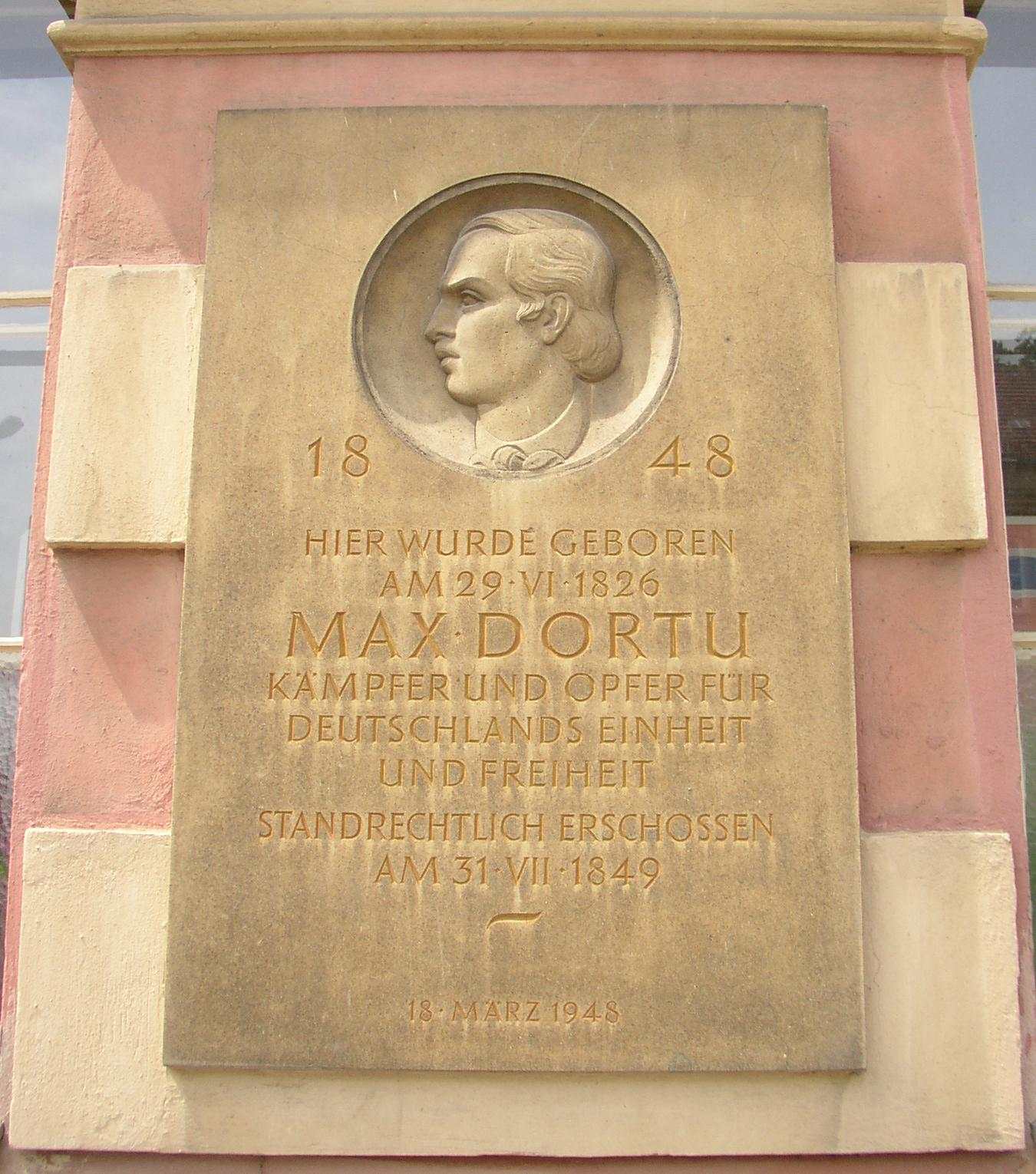
Die 1948 an Maximilian Dortus Geburtshaus in der Potsdamer Dortustraße 28/29 angebrachte Gedenktafel

Dortu war Sohn des Justizrats Ludwig Wilhelm Dortu (1794–1858) aus Berlin. Der Vater hatte an den Befreiungskriegen teilgenommen und war Mitglied der Jenaer Urburschenschaft. Nachdem er in Hamburg ein Vermögen gemacht hatte, heiratete er 1825 die Potsdamer Bürgertochter Pauline Schlinke (1802–1861), die wie er einer Hugenottenfamilie entstammte. Die Familie ließ sich in Potsdam nieder, nachdem Ludwig Dortu hier zwei Häuser am Stadtkanal gekauft hatte. (In eines davon zog später die Dortu-Grundschule.) Er wurde in die Potsdamer Stadtverordnetenversammlung gewählt, wo er am 6. März 1848 ein Reformprogramm vorlegte, das Pressefreiheit, Rede- und Versammlungsfreiheit sowie ein Ende der Polizeiwillkür beinhaltete.
Ihr einziges Kind war Maximilian Dortu. In Potsdam legte er nach dem Besuch einer Privatschule an der Grand École (im 21. Jahrhundert die Potsdamer Abendschule in der Friedrich-Ebert-Straße) 17-jährig sein Abitur ab. Danach begann Max an der Berliner Universität Rechtswissenschaft zu studieren, während er gleichzeitig bis Oktober 1845 seinen Wehrdienst als Einjährig-Freiwilliger im Kaiser Franz Garde-Grenadier-Regiment Nr. 2 in Berlin ableistete. Dortu, der aus Gesundheitsgründen leicht als dienstuntauglich hätte gelten können, begründete seine freiwillige Meldung mit der „ernsten Pflicht eines jeden preußischen Untertanen“, sich dem Militärjahr nicht entziehen zu dürfen. Im Oktober 1845 wurde er im Rang eines Unteroffiziers des 24. Landwehrregiments entlassen.
Anschließend immatrikulierte sich Dortu für das Wintersemester 1845/46 an der Heidelberger Universität. Dort schloss er sich sofort der Burschenschaft Alemannia an. Noch im Jahr 1845 spaltete sich unter Karl Blind von der Alemannia der radikaldemokratische Neckarbund ab, dem auch Dortu beitrat. Blind war der Ansicht, dass die Burschenschaft den „sozialen, insbesondere den kommunistischen Bestrebungen zu geringe Aufmerksamkeit schenke“. Im Neckarbund lernte Dortu die späteren Revolutionäre Gustav Struve, Karl Mittermaier, Gustav Adolph Schlöffel, Ludwig Eichrodt und die Gebrüder Hexamer kennen.

### Teilnehmer der Märzrevolution in Potsdam und Berlin
Im Herbst 1847 kehrte Dortu an die Universität in Berlin zurück, wo er im März 1848 die erste der drei Staatsprüfungen innerhalb der Juristenausbildung ablegte. Am Potsdamer Stadtgericht begann er ein Referendariat als Auskultator. Zugleich unterstützte Dortu die revolutionäre Bewegung. Er trat dem Potsdamer Politischen Verein bei, wurde bald dessen wichtigster Sprecher und arbeitete mit Schlöffel in Berlin zusammen. Am 12. Mai gab er in einer Rede dem Prinzen von Preußen, dem Exponenten der militant-reaktionären Partei am Hofe, Wilhelm, den berühmt gewordenen Beinamen Kartätschenprinz. Dortu meinte, dieser hätte bei den Kämpfen in Berlin am 18. und 19. März 1848 die Truppen kommandiert, den Einsatz von Kartätschen befohlen und damit „Hochverrat am Volke“ begangen. Dortu wurde deshalb wegen persönlicher Beleidigung des Prinzen von Preußen im Juni 1848 zu fünfzehn Monaten Festungsarrest verurteilt und seiner Stellung enthoben. Bis zu seiner vorzeitigen Freilassung im Oktober 1848 war er in der Berliner Hausvogtei inhaftiert. Zur Entlassung kam es, weil Dortu in die zweite Instanz gegangen war. Danach hielt er sich in Potsdam auf. Der Politische Verein delegierte Dortu zum Zweiten Demokratischen Kongress, der vom 26. bis 30. Oktober 1848 in Berlin stattfand, wenige Tage vor dem gegenrevolutionären Umschwung.
Als am 9. November 1848 konterrevolutionäre Truppen unter General Wrangel Berlin besetzt hatten, brachte Dortu am 12. November durch revolutionäre Ansprachen in Potsdam und Nowawes Arbeiter, „aber auch wohlbekleidete Männer“ dazu, den Gleiskörper der Berlin-Potsdamer Eisenbahn zu beschädigen und den elektrischen Telegrafen zu unterbrechen. Die zur Unterstützung Wrangels bestimmten Potsdamer Truppen mussten nun, statt ungehindert nach Berlin zu fahren, ein Stück zu Fuß gehen. Für Dortu hatte der Sabotageakt einen Haftbefehl samt Steckbrief des Potsdamer Stadtgerichtes vom 18. November 1848 zur Folge. Er entzog sich einer erneuten Festnahme durch eine Flucht nach Belgien.

### Im französischen Exil
Nach einem Zusammenstoß mit der Brüsseler Polizei entwich Dortu im Januar 1849 nach Paris. Er verkehrte in Emigrantenkreisen, wo er sich mit Gustav Rasch befreundete und Ernst Dronke sowie Arnold Ruge kennenlernte. Aus Mitteln zum Unterhalt, die sein Vater ihm schickte, unterstützte Dortu notleidende Flüchtlinge aus Deutschland. Er lebte eher ungesellig und widmete sich militärischen Studien. Dortu war von der im Februar 1849 gegründeten Römischen Republik begeistert und wollte an ihrer Verteidigung gegen eine drohende Konterrevolution teilnehmen. Er ließ sich von Giuseppe Mazzini persönlich für eine Offiziersstelle in deren Armee anwerben. Im April in Marseille angekommen, musste Dortu wegen der erfolgreichen gegenrevolutionären Invasion Frankreichs in Italien seinen Plan aufgeben.

### Kämpfer in der Badischen Revolution

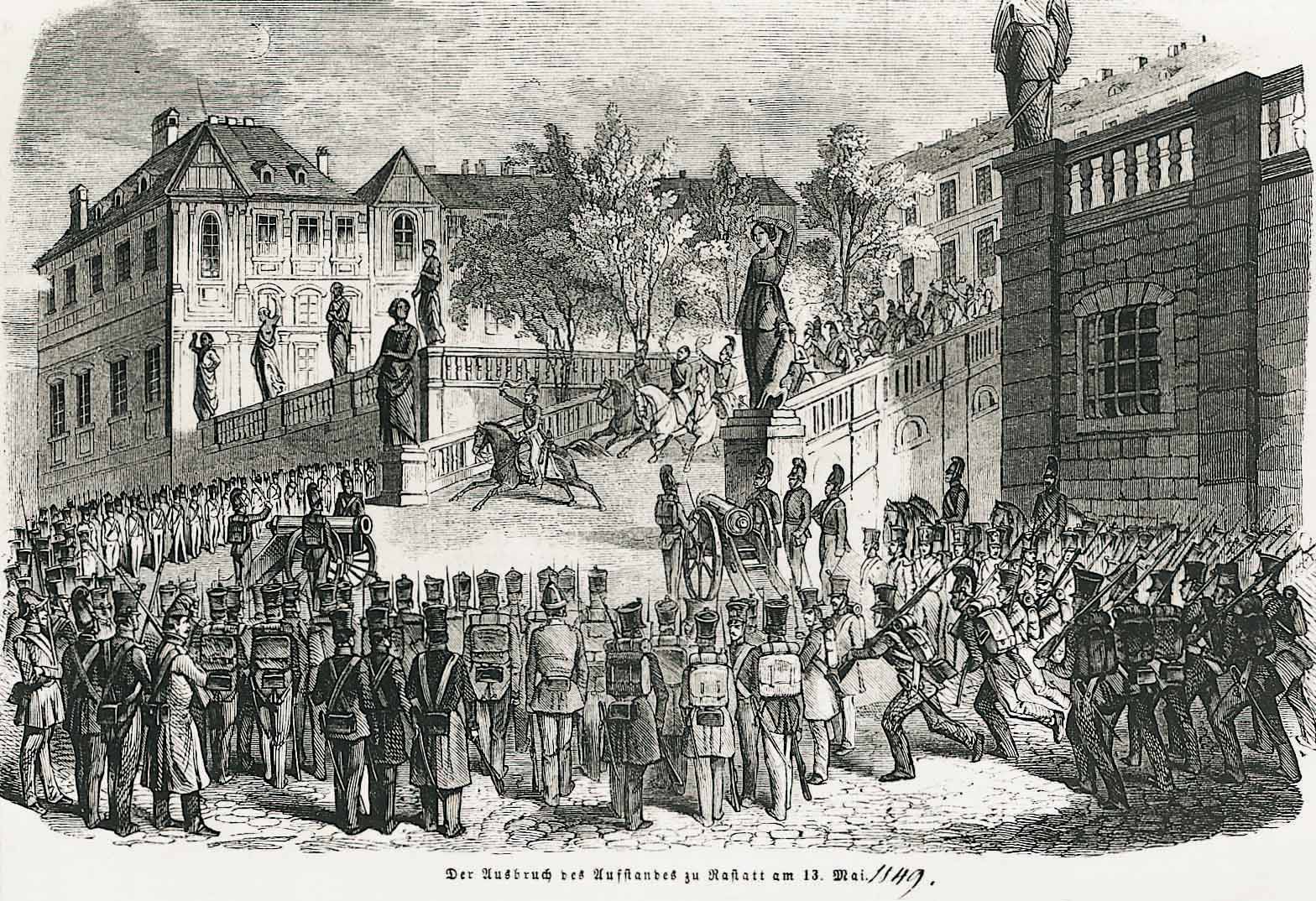
Ausbruch der Militärrevolte in Rastatt am 13. Mai 1849

Inzwischen nahm die Badische Revolution und der Pfälzische Aufstand in der Reichsverfassungskampagne die Form bewaffneter Kämpfe an. Mitte Mai war ganz Baden in den Händen der Aufständischen. Auf Veranlassung des vertriebenen Großherzogs Leopold, der Bundeshilfe beantragt hatte, marschierte eine Reichsarmee zur Niederschlagung der Revolution an den Grenzen auf. Sie setzte sich überwiegend aus preußischen Truppen zusammen und stand unter dem Oberbefehl des Prinzen von Preußen. Der Aufstand in Baden, das schon in den Jahren 1847 und 1848 als Schauplatz revolutionärer Bestrebungen bekannt geworden war, wurde „eine Sache der ganzen radikalen Linken in Deutschland, ja in Mitteleuropa; von überall her kamen radikale Freischärler und Flüchtlinge.“
Dortu reiste mit einer Schweizerschar über Genf nach Karlsruhe, wo er Ende Mai 1849 eintraf. Dort setzten sich radikale Kräfte durch, die über die Forderung nach Anerkennung der Reichsverfassung hinausgingen und eine deutsche Republik anstrebten. Der aus der Haft befreite Gustav Struve empfahl Dortu dem Chef der Volkswehr Johann Philipp Becker mit den Worten „... eine ideale Natur, löwenkühn im Kampfe, ungestüm und begeistert auf der Rednertribüne, voll der edelsten Vaterlandsliebe jederzeit“. Becker, der an der Spitze der entschlossenen Demokraten stand, die rasche militärische Maßnahmen gegen die nahende Konterrevolution forderten, ernannte Dortu zum Stabsadjutanten im Generalkommando der Volkswehr. Am 5. Juni 1849 gehörte Dortu zu den Gründern des Klubs des entschiedenen Fortschritts um Gustav Struve, Johann Philipp Becker und Samuel Erdmann Tzschirner.
Nachdem Mitte Juni der preußische Einmarsch von der Pfalz aus in Baden begonnen hatte und Karlsruhe geräumt werden musste, wurde am Unterlauf der Murg von Gernsbach bis Steinmauern in großer Eile eine Verteidigungsstellung, die Murglinie, eingerichtet. Am 17. Juni 1849 wurde Dortu von Becker zum Militärkommandanten des Amtsbezirks Gernsbach ernannt und erhielt den Auftrag, im Rang eines Majors die revolutionären Streitkräfte an der Murglinie bei Gernsbach zu organisieren. Die drohende militärische Niederlage und die nachlassende Kampfmoral der Bevölkerung förderten seine Bereitschaft, mit energischen und radikalen Maßnahmen den Fortbestand der revolutionären Regierung zu sichern. So war er am 24. Juni maßgeblich an der Geiselnahme im Murgtal beteiligt, die sich gegen konservative Beamte und Geistliche, welche als Anhänger der großherzoglichen Regierung bekannt waren, richtete. Dortus exzessives Durchgreifen gegen tatsächliche oder vermeintliche Reaktionäre im Murgtal führte schließlich zu seiner Ablösung und Versetzung an die Murglinie bei Rastatt. Am 28. und 29. Juni kommandierte Dortu während der Abwehrgefechte am Niederwald zwischen Rastatt und Ötigheim ein 330 Mann starkes Bataillon der Freiburger Volkswehr. Nach den verlorenen Gefechten bei Gernsbach und Rastatt und dem Zusammenbruch der Murglinie zog sich ein Teil der Revolutionsarmee in die Festung Rastatt zurück, wo sie am 30. Juni von den preußischen Truppen eingeschlossen wurde. Der größere Teil der Revolutionstruppen versuchte sich, schon in Auflösung begriffen, in den südlichen Landesteil zu retten. Nun wurde Freiburg zur Hauptstadt der Badischen Republik.

### Gefangennahme

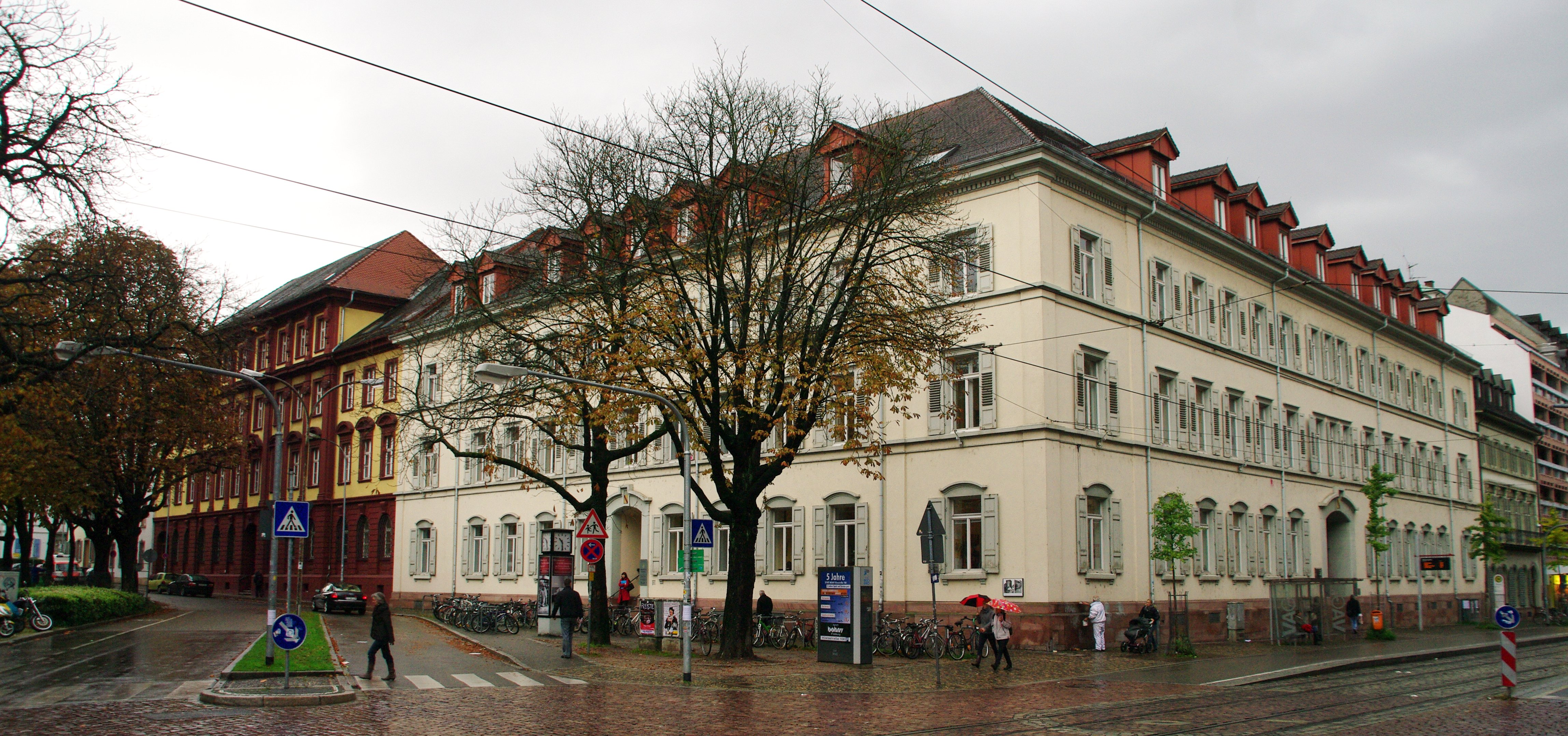
Im Amtsgericht Freiburg verbrachte Dortu seine letzten Tage
(Zustand im 21. Jahrhundert)

Anfang Juli 1849 lösten sich in Freiburg die Reste der Revolutionsarmee, ohne eine Entscheidungsschlacht geführt zu haben, durch Desertion, Abmarsch in die Schweiz oder Übertritt zum Großherzog auf, während in der Stadt die herzogstreue Partei die Oberhand gewann. Nur die Kolonne Sigel war noch in der Lage, geordnet ins Höllental zu entweichen. Sigel und ein Mitglied der Revolutionsregierung hatten Dortu am 3. Juli die Zusammenziehung und Ausrüstung sämtlicher Wehrpflichtiger des ländlichen Bezirks um Freiburg („Landamt Freiburg“) übertragen. Am 4. Juli verbreitete Dortu rings um Freiburg drohende Aufrufe und ging energisch ans Werk.
Als Freiburger Bürger am 5. Juli bereits mit dem preußischen General Moritz von Hirschfeld die Übergabe vereinbart hatten, befand sich Dortu noch in der Stadt. Zum Verhängnis wurde ihm eine Requirierung, die er am 4. Juli auf Schloss Hugstetten, dem Besitz des abwesenden Freiherrn von Andlau vorgenommen hatte. Dortu war unter „ungestümer Gewaltandrohung“ in das Schloss eingedrungen, dann aber friedlich abgezogen, als er festgestellt hatte, dass „Geld, Silber, Waffen, Wein und Pferde“ entgegen seiner Erwartung nicht vorhanden waren. Auf Anzeige eines Zeugen, der Dortu der Plünderung bezichtigte, nahm ihn am Folgetag auf der Kaiserstraße in Freiburg eine Bürgerwache fest. Der Haftrichter erkannte die Vollmacht der Revolutionsregierung, auf die Dortu sich berief, nicht an und inhaftierte ihn im Amtsgefängnis. Nach der Besetzung der Stadt am 7. Juli überstellte das Stadtgericht Dortu als „preußischen Landwehrunteroffizier“ nach einem Auslieferungsersuchen am 8. Juli der preußischen Militärjustiz.

### Prozess
In der kriegsgerichtlichen Voruntersuchung gab Dortu freimütig zu, zum Kampf gegen Preußen requiriert und auf Preußen geschossen zu haben. Ihm war dabei bekannt, dass er den Tatbestand des Kriegsverrats erfülle, rechtfertigte dies aber mit seiner politischen Überzeugung. Dortu verzichtete auf einen Verteidiger, weil er der Meinung war, es stünden sich im Prozess „zwei Parteien gegenüber, deren eine die Vernichtung der anderen wünsche“.
Hirschfeld stellte Dortu am 11. Juli im Freiburger Amtsgefängnis vor ein Kriegsgericht. Zu seiner Vorstrafe erklärte Dortu, den Prinzen von Preußen „irrtümlich“ Kartätschenprinz genannt zu haben. Es sei ihm nicht bekannt gewesen, dass der Prinz während der Märztage in Berlin kein Kommando hatte und daher nicht befohlen haben konnte, das Volk niederzukartätschen. Er nehme den Vorwurf des „Hochverrats am Volk“ zurück. Dortu gab zu Protokoll, er tue dies nicht, um seine Richter gnädig zu stimmen, sondern nur, weil er die Wahrheit liebe. Er halte den Prinzen gleichwohl für einen der „ersten und entschiedensten Gegner der Demokratie“. Nach dem Bericht des Korpsauditeurs Franz von Gaertner trat Dortu vor dem Gericht „bescheiden, stolz und mannhaft“ auf, wobei Bedauern hervorrief, „dass ein so angenehmer und entschlossener junger Mensch durch die Irrlehren seines Vaters auf solche Abwege geraten war.“ Das Gericht verurteilte Dortu wegen Kriegsverrat zum Tode durch Erschießung.
Hirschfeld ließ das Todesurteil durch Gaertner begutachten. Dieser fand Rechtsmängel, hielt es für nichtig und Hirschfeld sandte die Akten zur Prüfung an den Generalauditeur Karl Friedrich Friccius nach Berlin. Hirschfelds Vorgehen verursachte das Missfallen seines Königs Friedrich Wilhelm IV. Er schrieb am 18. Juli an seinen Bruder und präsumtiven Nachfolger Wilhelm, Hirschfelds Vorgesetzten: „Dortü [sic!] musste 12 Stunden nach seiner Kaptur kalt sein. Statt dessen lässt sich Hirschfeld ein Gutachten von einem demokratischen Auditeuer machen, und der ganze Effekt fällt in den Brunnen.“ Der Generalauditeur ließ die Einwände Gärtners nur teilweise gelten und meinte, weil Dortus „landesverräterische Tätigkeit in hohem Grade geeignet war, die Unternehmung des Feindes zu fördern“, sei das Todesurteil „durchaus“ gerechtfertigt.

### Gnadengesuche
Schon bei Beginn des Feldzugs am 14. Juni 1849 hatte der König angeordnet, dass nicht sein Bruder die kriegsgerichtlichen Urteile zu bestätigen habe, sondern die beiden Korpskommandeure Hirschfeld und Groeben. Ferner wünschte er, nur in Gnadensachen angesprochen zu werden, wobei er deren Beurteilung dem Staatsministerium zuwies. Am 20. Juli durfte Max Dortus Vater seinen Sohn im Freiburger Amtsgefängnis besuchen, wurde aber bei Hirschfeld und dem Prinzen von Preußen nicht vorgelassen. Ein Gnadengesuch für seinen Sohn stellte Ludwig Wilhelm Dortu nicht.
Dies hatte die Mutter am 17. Juli in Potsdam bereits bei Friedrich Wilhelm getan. Am Folgetag bat ihr Nachbar, der mit Friedrich Wilhelm befreundete Fabrikbesitzer Ludwig Jacobs, und vermutlich weitere Potsdamer Bürger ebenfalls um Gnade für Dortu. Jacobs erinnerte den König daran, dass es Dortu war, der im Vorjahr unter Lebensgefahr einen seiner drei Söhne aus dem Jungfernsee gerettet hatte, als sie beim Segeln vor der Villa Jacobs in einen Orkan geraten waren. Die beiden anderen waren ertrunken.
Am 29. Juli lehnte der König auf Empfehlung des Staatsministeriums ab, von seinem Gnadenrecht Gebrauch zu machen. Die Gründe sind unbekannt. Entscheidend könnte die Gefährdung des gewünschten Abschreckungseffekts gewesen sein, wenn bereits das erste Todesurteil „abgebogen“ wird.

### Hinrichtung und deren unmittelbare Folgen

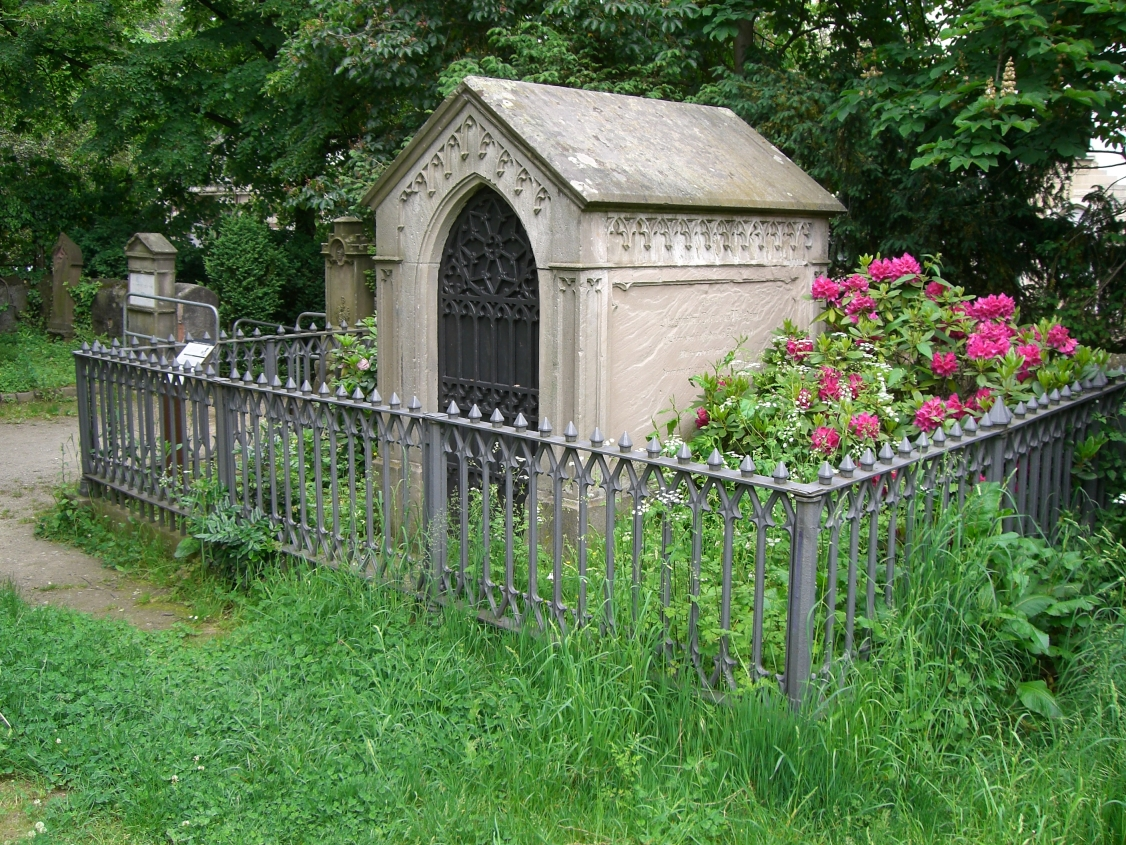
Das Grabmal der Familie Dortu auf dem Freiburger Wiehre-Friedhof

Am 30. Juli bestätigte Hirschfeld das Todesurteil. Als Dortu angeboten wurde, ein Gnadengesuch zu stellen, lehnte er entschieden und erregt ab, um Gnade zu bitten. Dies, teilte er unter Verweis auf den Besuch des Vaters mit, wolle die Familie tun. Seinen Eltern schrieb Dortu: „Wer den Mut hat, eine Überzeugung zu bekennen und für dieselbe zu kämpfen, muß auch den Mut haben, für dieselbe zu sterben.“ Um 3.45 Uhr bat er schriftlich um Aufschub, um doch noch ein Gnadengesuch zu stellen. Aber schon um 4.00 Uhr wurde ihm mitgeteilt, dies sei „unzulässig“, und das Exekutionskommando holte ihn ab. Zum dritten Mal verweigerte Dortu in schroffer Form geistlichen Beistand. Am frühen Morgen des 31. Juli 1849 erschoss ihn ein preußisches Peloton auf dem Friedhof des Freiburger Stadtteils Wiehre. Ein Trommelwirbel sollte seine letzten Worte übertönen. Dennoch hörten die Soldaten Dortus Ruf: „Ich sterbe für die Freiheit. Brüder, zielt gut!“ Er wurde sofort von badischen Soldaten begraben. Obwohl es befehlsgemäß anonym bleiben sollte, setzten noch am selben Tag preußische Landwehrmänner ein hölzernes Kreuz auf sein Grab.
In weiten Teilen der deutschen Öffentlichkeit fanden Dortus demokratische Motive und seine bis zur letzten Konsequenz standhafte Haltung Anerkennung. Dagegen erweckte seine gnadenlose Hinrichtung Abscheu gegenüber der preußischen Militärjustiz. Selbst in Potsdam wurde er auf einer Trauerkundgebung „erster Märtyrer des preußischen Kriegsgerichts in Baden“ genannt. In diesem Sinne erschienen Presseartikel, Flugblätter und mehrere Schriften. Das Geschehen um die Verurteilung und die Hinrichtung rief auch in der Schweiz und in Frankreich Kritik hervor. Dazu trug die öffentliche Verurteilung von Freiburger Mädchen und jungen Frauen bei, die Dortus Grab mit Blumen und Lorbeer geschmückt hatten. Trotz Verbot und Strafe fand ihr Tun monatelang Nacht für Nacht Nachahmung.
Die Anteilnahme veranlasste den Prinzen von Preußen zur öffentlichen Stellungnahme. Er teilte offenbar die Ansicht des Militärgerichts und schrieb Dortus Eidbruch der Verleitung zum Atheismus durch den Vater zu. König Friedrich Wilhelm, durch Justizmordvorwürfe aufmerksam geworden, ließ sich Bericht erstatten und erfuhr dadurch vom Prozessbericht Gärtners, der seine „besondere Beachtung“ erregte. Eine halbamtliche Veröffentlichung zum Feldzug teilte 1853 Einzelheiten der Anschuldigungen gegen Dortu mit und kontrastierte sie mit seinem Bewerbungsgesuch aus dem Jahr 1844.

### Nachleben, Ehrungen und das Grabmal in Freiburg

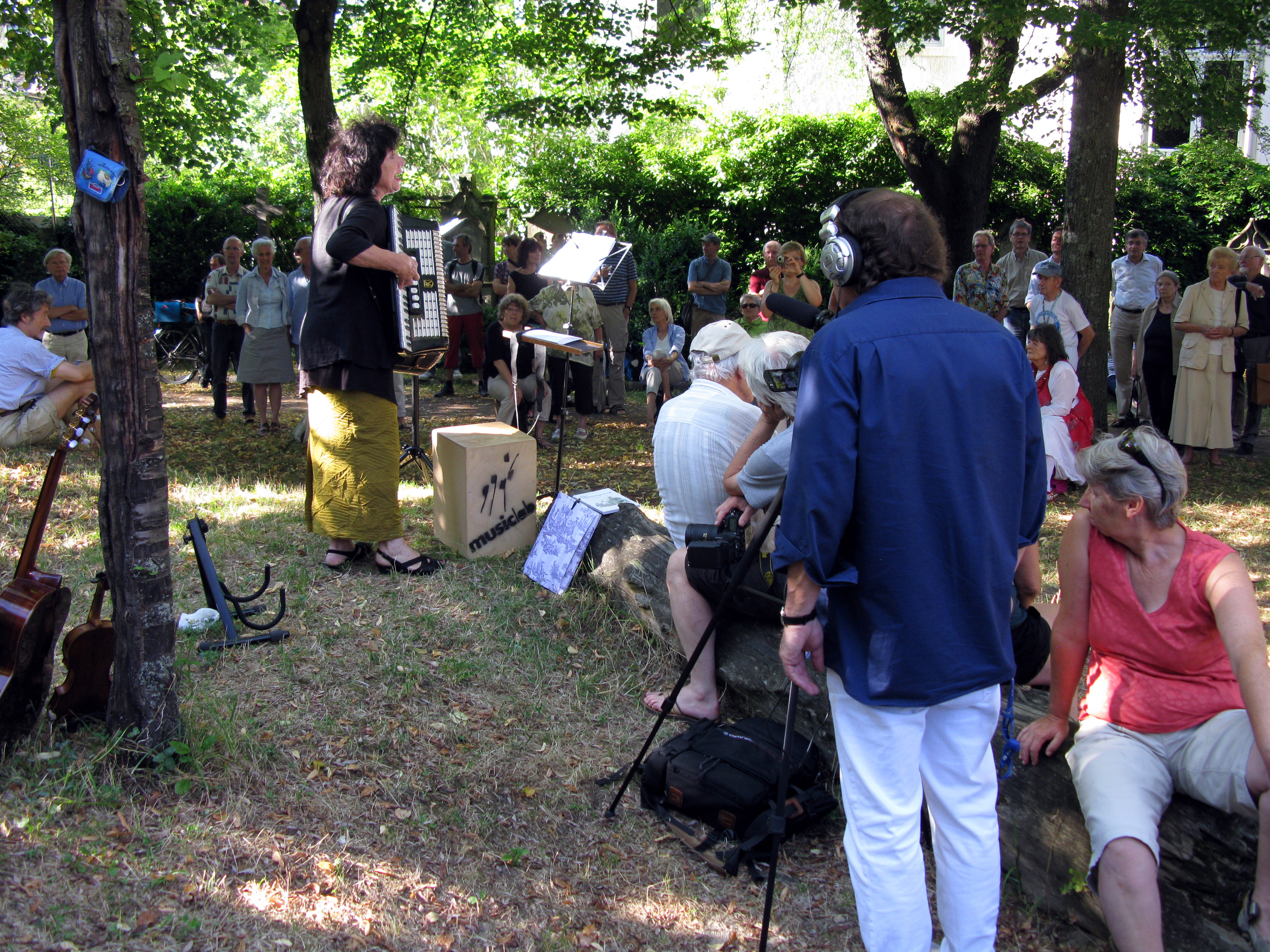
Gedenkfeier am Hinrichtungstag und -ort von Maximilian Dortu auf dem Alten Wiehre-Friedhof in Freiburg 2013

Das unter Ausschluss der Öffentlichkeit in Baden von einem preußischen Kriegsgericht gefällte Todesurteil gegen Dortu war der Auftakt zu einer Reihe von insgesamt 26 weiteren Urteilen gegen Revolutionäre. Dortu wuchs nicht nur in der republikanischen Publizistik in die Rolle des Opfers eines Justizmordes hinein. Theodor Fontane, der sich an Dortu aus seiner Dienstzeit im „Franzregiment“ erinnerte, schrieb, Wilhelm sei, „als er das Urteil unterzeichnen sollte, [...] voll rührender Teilnahme“ gewesen, „trotzdem er wusste, oder vielleicht weil er wusste, dass der junge Dortu das Wort ‚Kartätschenprinz‘ [...] aufgebracht hatte“. Fontane meinte fälschlich, dass Prinz Wilhelm das Todesurteil unterzeichnet hatte, ebenso irrtümlich nannte er diesen „Prinzregent“ und gab als Hinrichtungsort Rastatt an.
Der preußische Staat dagegen war um die Auslöschung der Erinnerung bemüht. Dortus Leichnam durfte nicht in Potsdam beigesetzt werden. Die Eltern emigrierten nach Frankreich. Noch 1864 untersagte Wilhelm, nunmehr König von Preußen, der Stadt Potsdam die Annahme eines Legats der Witwe Dortu, weil es mit einer Ehrung Max Dortus verbunden war. Mit einer Stiftung von 1000 Gulden ließ die Mutter 1860 an der Hinrichtungsstätte in Freiburg ein Mausoleum für ihren Sohn und ihren Mann errichten. In diesem wurde auch sie selbst 1861 beigesetzt. Der Friedhof wurde 1923 geschlossen. Neben einigen Grabsteinen blieb das Mausoleum als einzige vollständige Grabstätte erhalten und befindet sich am Rand einer heute als Spielplatz genutzten Fläche. Die Stadt Freiburg pflegt seither gemäß einer großzügigen Stiftung der Mutter die Grabstätte Dortus „auf ewige Zeit“. 2016 wurde das Grabmal für 7000 Euro restauriert.
Auf dem Wiehre-Friedhof vollstreckten preußische Soldaten am 9. und am 21. August 1849 zwei weitere Todesurteile an Friedrich Neff und Gebhard Kromer, deren Gebeine später in ihre Heimatdörfer überführt wurden.
Seit dem Jahr 2004 findet am Todestag Dortus auf dem Platz vor seinem Grabmal eine Gedenkfeier zu Ehren der drei Getöteten und zur Besinnung auf ihre demokratischen Ideale statt.
In Potsdam, Freiburg und Karlsruhe sind Straßen nach Maximilian Dortu benannt, in Potsdam auch eine Grundschule.
Die Stadt Potsdam vergibt seit 2017 den Max-Dortu-Preis für Zivilcourage und gelebte Demokratie. Preisträger waren 2017 Hans-Christian Ströbele, 2019 die Mannschaft des Seenotrettungsschiffes Iuventa und 2022 Chan-jo Jun.

## Film
- Max Dortu oder: Nur die Toten kehren nicht zurück, Fernsehen der DDR, 1976 in der Internet Movie Database